# Frankenia microphylla
Frankenia microphylla är en frankeniaväxtart som beskrevs av Antonio José Cavanilles. Frankenia microphylla ingår i släktet frankenior, och familjen frankeniaväxter.

## Underarter
Arten delas in i följande underarter:
- F. m. juniperina
- F. m. juniperoides